# Back to Mine : Tricky
 (avril 2017).
Si vous disposez d'ouvrages ou d'articles de référence ou si vous connaissez des sites web de qualité traitant du thème abordé ici, merci de compléter l'article en donnant les références utiles à sa vérifiabilité et en les liant à la section « Notes et références ».
Compilations par Back to Mine
Volume 13 - Underworld
(2003) Volume 15 -
Audio Bullys
(2003)
Albums par Tricky
Blowback
(2001) Vulnerable
(2003)
Back to Mine: Tricky est la 14e compilation de la série Back to Mine, mixée par le musicien trip hop britannique Tricky et sortie en 2003.

## Liste des titres
| 1.    | Lullaby                | The Cure                 | 4:15 |
| 2.    | How We Ride            | Radanna                  | 3:24 |
| 3.    | My Melody              | Eric B. & Rakim          | 5:40 |
| 4.    | Mirror In The Bathroom | The Beat                 | 2:29 |
| 5.    | Loop Garoo             | Dr. John                 | 4:29 |
| 6.    | Receive Us             | Radagan & Tricka         | 3:04 |
| 7.    | Potion                 | Morphine                 | 1:58 |
| 8.    | You Tear Me Up         | Buzzcocks                | 2:23 |
| 9.    | Much Finer             | Le Tigre                 | 2:56 |
| 10.   | Night Nurse            | Gregory Isaacs           | 3:33 |
| 11.   | Symphony for Irony     | Kat Cross                | 4:06 |
| 12.   | Eat the Music          | Kate Bush                | 4:48 |
| 13.   | Desire                 | Costanza                 | 3:53 |
| 14.   | My Funny Valentine     | Chet Baker               | 2:15 |
| 15.   | Just A Little Bit      | Liz Densmore             | 2:17 |
| 16.   | Days Like This         | Lickle Kings feat. Shola | 2:01 |
| 53:30 |                        |                          |      |